# Křižanovice u Vyškova
Křižanovice u Vyškova – miejscowość i gmina (obec) w Czechach, w kraju południowomorawskim, w powiecie Vyškov. W 2022 roku liczyła 144 mieszkańców.